# الكأس الممتاز الليبي 1999
بطولة الكأس الممتاز الليبي 1999 هي النسخة الثالثة من بطولة الكأس الممتاز الليبي، والنسخة الثانية من البطولة التي تقام بنظام المباراة الواحدة، وقد فاز فيها نادي الاتحاد بأول كأسٍ له. أقيمت هذه البطولة بين نادي المحلة بطل الدوري الليبي الممتاز [الإنجليزية] ونادي الاتحاد بطل كأس الفاتح، وقد لُعبت المباراة على ملعب 23 أكتوبر في يوم 16 يناير 2000، وانتهت المباراة بفوز الاتحاد على المحلة بركلات الترجيح بنتيجة 11–10، بعد انتهاء المباراة بالتعادل السلبي، وهي تعد أول مباراة في الكأس الممتاز الليبي تنتهي بركلات الترجيح.

## المباراة
| المحلة | 0–0 (10–11) | الاتحاد |
| ------ | ----------- | ------- |
|        |             |         |